# Tomate noire
 (août 2025).
Si vous disposez d'ouvrages ou d'articles de référence ou si vous connaissez des sites web de qualité traitant du thème abordé ici, merci de compléter l'article en donnant les références utiles à sa vérifiabilité et en les liant à la section « Notes et références ».

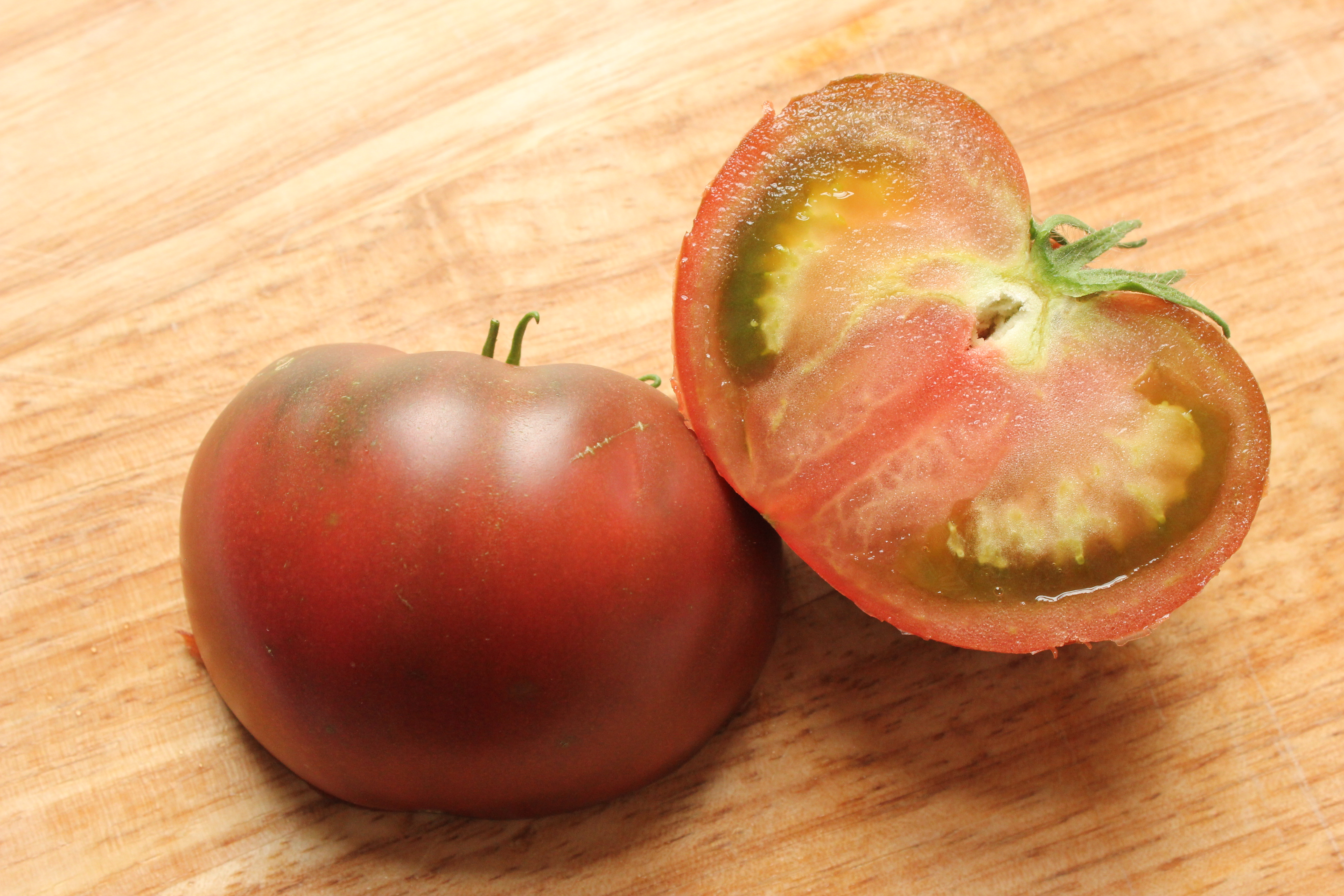
Noire de Crimée, coupée en deux.

Les tomates noires sont un regroupement de variétés de tomates.

## Historique
Les tomates de couleur noire sont connues depuis le XVIe siècle. Elles sont principalement originaires des pays comme la Russie, l'Ukraine, la Moldavie, la Crimée et la Sibérie.

## Description
La plupart des plants de tomates noires cultivés par les jardiniers amateurs ont une croissance indéterminée. C'est-à-dire qu'elles ont une pousse continue tout au long de l'année. Leurs couleurs foncées vont de chocolat à aubergine en passant par le brun-noir.
La tomate "Kumato", cas particulier de tomate noire breveté, est le nom commercial d'un cultivar hybride de tomate.

## Différentes variétés
- Italienne noire
- Chocolat
- Noire charbonneuse
- Cerise noire
- Black zebra
- Noire de Crimée
- Japanese Trifele Black
- Black from Tula
- Black Prince
- Cherokee Purple
- Nuits Australes
- Purple Calabash
- Noire de Cossebœuf
- Purple Prince
- Purple Russian